# 富士見町立落合小学校
富士見町立落合小学校（ふじみちょうりつ おちあいしょうがっこう）は、長野県諏訪郡富士見町落合にあった町立小学校である。閉校後、地域のこどもたちは、町内の他校へ通っている。富士見小学校まではスクールバスが出ている。

## 沿革
- 1873年5月(明治6年) - 瀬沢新田学校開設。
- 1874年10月25日(明治7年) - 瀬沢新田学校から沢良学校に改称。
- 1876年 - 沢良学校から落合学校に改称。
- 1887年 - 小学校令に基づき、落合学校から落合小学校に改称。
- 1901年 - 増築工事落成式、開堂式を行う。
- 2012年3月13日 - 児童少数化の為閉校。

## 地理
- 国道20号線で富士見市街地へ向かう途中、立場川と釜無川が分岐する地点を右折した所に位置する。
- JR信濃境駅から富士見方面の線路沿いを歩き、途中瀬沢新田方面へ南下した所に位置する。

## 児童数
27人（廃校時点）